# Agrostis congestiflora
Agrostis congestiflora är en gräsart som beskrevs av Thomas Gaskell Tutin och Edmund Frederic Warburg. Agrostis congestiflora ingår i släktet ven, och familjen gräs. Utöver nominatformen finns också underarten A. c. oreophila.